# 폴라 압둘
폴라 압둘(Paula Abdul, 1962년 6월 19일~)은 미국의 싱어송라이터이자 안무가, 댄서 배우, 방송인이다.

## 음반 목록
- 1988: Forever Your Girl
- 1991: Spellbound
- 1995: Head Over Heels